# جوان برودهرست
جوان برودهرست (انگلیسی: Joanne Broadhurst؛ زادهٔ ۲۷ نوامبر ۱۹۶۷) یک بازیکن فوتبال است.

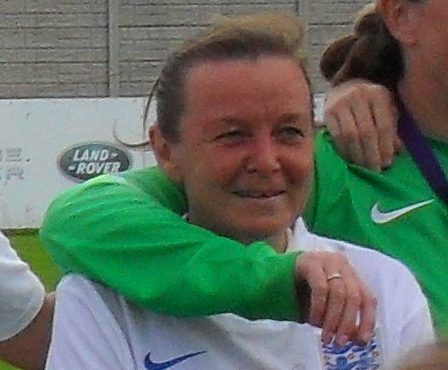
جوان برودهرست

وی سابقه عضویت در تیم ملی فوتبال زنان انگلستان را داراست.